# Powiat Nowosolski
Der Powiat Nowosolski ist ein Powiat (Kreis) in der  Woiwodschaft Lebus in Polen. Er hat eine Fläche von 771 Quadratkilometern, auf der 85.733 Einwohner leben.

## Städte und Gemeinden
Der Powiat umfasst acht Gemeinden, davon eine Stadtgemeinde, vier Stadt- und Landgemeinden und drei Landgemeinden.

### Stadtgemeinde
- Nowa Sól (Neusalz an der Oder)

### Stadt-und-Land-Gemeinden
- Bytom Odrzański (Beuthen an der Oder)
- Kożuchów (Freystadt)
- Nowe Miasteczko (Neustädtel)
- Otyń (Deutsch Wartenberg)

### Landgemeinden
- Kolsko (Kolzig)
- Nowa Sól (Neusalz an der Oder)
- Siedlisko (Carolath)